# Storslitingarna (Hallens socken, Jämtland, 700127-138203)
Storslitingarna är en sjö i Åre kommun i Jämtland och ingår i Indalsälvens huvudavrinningsområde. Sjön har en area på 0,538 kvadratkilometer och ligger 784,1 meter över havet. Sjön avvattnas av vattendraget Fangan.

## Delavrinningsområde
Storslitingarna ingår i det delavrinningsområde (700069-138152) som SMHI kallar för Utloppet av Storslitingarna. Medelhöjden är 813 meter över havet och ytan är 2,33 kvadratkilometer. Det finns inga avrinningsområden uppströms utan avrinningsområdet är högsta punkten. Fangan som avvattnar avrinningsområdet har biflödesordning 3, vilket innebär att vattnet flödar genom totalt 3 vattendrag innan det når havet efter 344 kilometer. Avrinningsområdet består mestadels av skog (52 procent) och kalfjäll (24 procent). Avrinningsområdet har 0,55 kvadratkilometer vattenytor vilket ger det en sjöprocent på 23,7 procent.